# Matthias Schierz
Matthias Schierz (* 1954) ist ein deutscher Sportpädagoge und Hochschullehrer.

## Leben
Schierz studierte zwischen 1974 und 1980 Erziehungswissenschaft, Politik und Leibesübungen an der Universität Hamburg und blieb anschließend als wissenschaftlicher Mitarbeiter am Fachbereich Erziehungswissenschaft an der Hochschule. 1985 wurde an der Albert-Ludwigs-Universität Freiburg seine Doktorarbeit zum Thema „Bewegungsspiele unterrichten: Grundzüge einer exemplarischen Unterrichtslehre“ angenommen. Er war an der Pädagogischen Hochschule Flensburg als Vertretungsprofessur beschäftigt, im Zeitraum 1992 bis 1996 hatte Schierz am Institut für die Didaktik der ästhetischen Erziehung am Fachbereich Erziehungswissenschaft der Universität Hamburg unter Professor Horst Ehni eine Stelle als Hochschulassistent inne. Nach dem 1996 abgeschlossenen Habilitationsverfahren im Fach Erziehungswissenschaft war Schierz von 1996 bis 2001 an der Ruhr-Universität Bochum tätig, ehe er von 2001 bis 2003 an der Friedrich-Schiller-Universität Jena ein Professorenstelle für Sportpädagogik/Sportdidaktik besetzte. 2003 wechselte Schierz auf eine Professur im selben Fachbereich an die Carl von Ossietzky Universität Oldenburg. Im Januar 2010 wurde er dort Direktor des Instituts für Sportwissenschaften.
Schwerpunkte seiner Arbeit sind der Sportunterricht (interpretative Unterrichtsforschung), die Trainerausbildung die Bewegungskultur der Judo-Sport, Fragen des Themenbereichs „Leistungssport und Schule“ sowie die qualitative Forschungsmethodologie. Zum „Handbuch Schulsport“, das 2010 erschien, trug er das Kapitel „Unterrichtskonzeptionen“ bei.